# Филатов, Фёдор Иванович (учёный)
Фёдор Иванович Филатов (1902, Псков — 1976, Саратов) — советский учёный, доктор сельскохозяйственных наук, профессор, лауреат Сталинской премии 1951 года.
Окончил Мичуринский плодоовощной институт. В 1938 г. переехал в Саратов. Работал в НИИ сельского хозяйства Юго-Востока СССР (НИИСХ ЮВ), с 1938 г. заведующий лабораторией селекции, семеноводства и селекции трав, с 1959 по 1972 г. заведующий созданным на её базе отделом кормовых культур. С 1940 по 1953 год одновременно директор института. С 1972 года профессор-консультант.
Доктор сельскохозяйственных наук (1951), профессор.
Руководил работой по селекции кормовых трав и выведению новых сортов, адаптированным для условий Саратовской области и прилегающих регионов. Автор сорта люцерны Ширококарамышская (1955). В 1982 году было посмертно признано его авторство на сорго-суданковый гибрид Сарброд.
Ученики: И. Т. Рассомахин, В. В. Ларина, В. Ф. Унгенфухт.
Сталинская премия 1951 года — за научный труд «Возделывание многолетних трав в полевых и кормовых севооборотах Юго-Востока СССР» (1950).
Сочинения:
- За высокоурожайные семена [Текст] / Под ред. д-ра биол. наук Д. А. Долгушина; Ин-т зерн. хоз-ва Юго-Востока СССР. — Саратов : Сарат. обл. изд., 1939. — 92 с.; 20 см.
- Человек и растение [Текст] : (Управление развитием растений) / Под ред. д-ра биол. наук, проф. И. И. Презента; Ордена Труд. кр. знамени ин-т зерн. хоз-ва Юго-Востока СССР. — Саратов : Сарат. обл. изд., 1941. — 124 с. : портр.; 20 см.
- Агробиологические основы возделывания многолетних трав на Юго-Востоке СССР : диссертация … доктора сельскохозяйственных наук : 06.00.00. — Саратов, 1951. — 277 с.
- Возделывание многолетних трав в полевых и кормовых севооборотах Юго-Востока СССР [Текст]. — 2-е изд., доп. — [Саратов] : Сарат. обл. гос. изд-во, 1952. — 172 с. : ил.; 21 см.
- Многолетние травы на Юго-Востоке [Текст]. — 3-е изд., перераб. — Саратов : Приволж. кн. изд-во, 1966. — 124 с. : ил.; 20 см.
- Агробиологические основы возделывания многолетних трав на Юго-Востоке СССР [Текст]. — [Саратов] : Сарат. обл. гос. изд-во, 1951. — 280 с. : ил.; 21 см.
- Многолетние травы на орошаемых землях [Текст] / Проф. Ф. И. Филатов. — Саратов : Приволж. кн. изд-во, 1974. — 87 с. : ил.; 20 см.